# Alain Bourbonnais
Alain Bourbonnais, född 22 juni 1925 i Ainay-le-Château (Allier), död 20 juni 1988 i Sens (Yonne), var en fransk arkitekt, designer och samlare.
Han är känd för samlingen av konst på det privata museet La Fabuloserie.